# رباط معدي حجابي
سطح المعدة الخلفي السفلي هو مغطى بالصفاق إلا على منطقة صغيرة بالقرب من الفوهة القلبية؛ هذه المنطقة محدودة من قبل الخطوط التي يتصل بها الرباط المعدي الحجابي، وتكمن في مقاربة مع الحجاب الحاجز، وفي كثير من الأحيان مع الجزء العلوي من الغدة الكظرية اليسرى.

## وصلات خارجية
- صور تشريحيَّة:7928 على موقع مركز سوني دونستات الطبي.